# Töpfermuseum Breitscheid

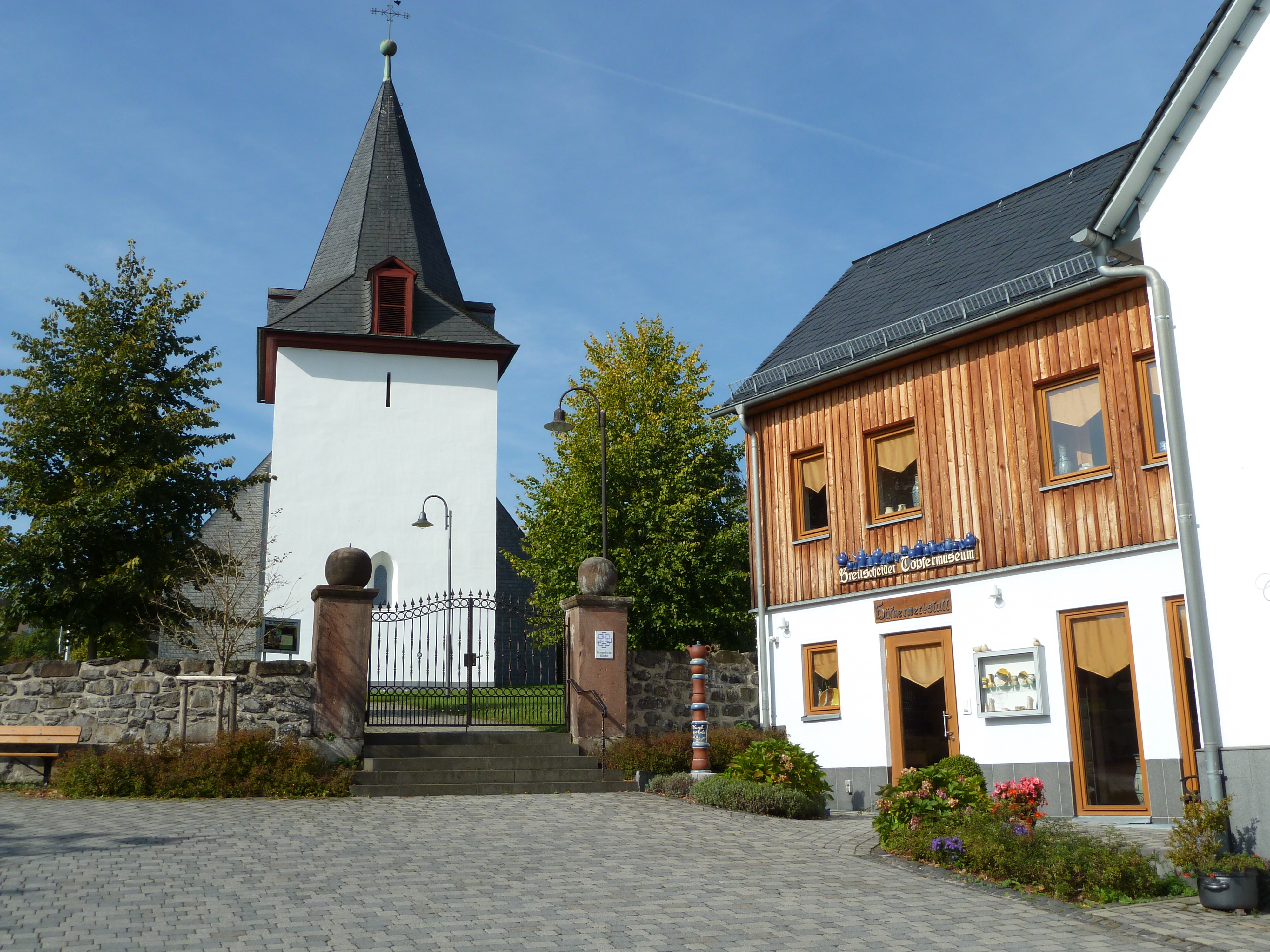
Töpfermuseum

Das Töpfermuseum Breitscheid befindet sich in der Gemeinde Breitscheid (Hessen). Es stellt die Entwicklung des Töpferhandwerks in Breitscheid dar. Eröffnet wurde es im Jahr 2003 durch Bürgermeister Roland Lay. 
Man kann hier nicht nur Töpferware anschauen, sondern auch selbst herstellen. Es werden diverse Kurse für alt und jung angeboten. Das Töpfermuseum Breitscheid ist zudem ein Geopunkt des Nationalen Geoparks Westerwald-Lahn-Taunus.